# Maschinenmensch
El Maschinenmensch (que en alemany significa màquina-home), fou un robot d'aspecte femení que aparegué a la pel·lícula de Fritz Lang Metropolis i a la novel·la de Thea von Harbou del mateix nom (on rep el nom de Futura). Dissenyat i construït per l'escultor Walter Schulze-Mittendorff, és un dels robots més reconeixibles del món del cinema i un dels primer éssers amb intel·ligència artificial avançada a aparèixer al món del cinema.

## Inspiracions
En escriure ambdós la novel·la i el guió de la pel·lícula, Thea von Harbou tingué accés i es deixà influenciar per dos obres literàries de ciència-ficció on ja hi apareixien robots humanoides amb una forta càrrega simbòlica i filosòfica: R.U.R de Karel Čapek i L'Ève future d'Auguste Villiers de L'Isle-Adam.
En dissenyar el Maschinenmensch, l'escultor Walter Schulze-Mittendorff prengué fou inspirat per l'obra d'Oskar Schlemmer, especialment les seves «màscares Bauhaus», i un bust de bronze de l'escultor Rudolf Belling. La màscara funeraria de Tutankamon, descoberta recentment el 1922, també influencià el disseny.

## Construcció i filmació
El Maschinenmensch que apareix a la pel·lícula fou elaborat de fusta tractada per tal que apareguès com si fos metall, i construït al voltant d'un mòdel d'estuc del cos de l'actriu protagonista Brigitte Helm.
La filmació de les escenes on apareix el Maschinenmensch van requerir molt temps i esforç. Van ser especialment taxatives per a Helm, l'actriu que interpretava a Maria i que, per les escenes on el Maschinenmensch apareix en la seva forma robòtica, actuava dins el robot. La combinació d'altes temperatures a l'estudi, múltiples hores de filmació i la incomoditat i dolor causats pel mòdel del robot varen ser considerades com si s'estigués torturant l'actriu pel director artístic Erich Kettelhut. Efectivament, Helm va considerar la filmació de Metropolis la pitjor experiència de la seva vida.
A la pel·lícula Metropolis, el Maschinenmensch és la creació de l'inventor C. A. Rotwang per recrear la seva difunta estimada Hel. Quan l'amo de Metropolis, Joh Fredersen, demana ajut a Rotwang per evitar una possible rebel·lió dels treballadors, aquest accedeix a que el Maschinenmensch prengui la forma de Maria, una líder dels treballadors que preconitza el bon enteniment entre dirigents i treballadors. Però a espatlles de Fredersen, Rotwang ordena al robot que sembri la discòrdia entre les classes i porti la destrucció de Metròpolis. Al final de la pel·lícula, quan els treballadors, sentint-se traïts, intenten cremar a Maria, acaben capturant i cremant el Maschinenmensch per fortuït error.
Walter Schulze-Mittendorff va elaborar una rèplica del robot el 1970 amb el finançament de la crítica de cinema Lotte H. Eisner per a la Cinémathèque Française. El Science Museum de Londres comissionà el 2016 una altra rèplica per a la seva col·lecció basant-se en esbossos originals de Schulze-Mittendorff i apunts de la seva recerca.

## Influència posterior
El Maschinenmensch va ampliar l'imaginari popular de que podia ser un robot. Segons l'historiador del cinema Dennis Doros va permetre una transició de concebre el robot com un ésser mecànic i poc humà a un ésser que es mou i actua com un humà. Encara que la idea d'un robot que es torna humà no és original ni de la pel·lícula ni la novel·la Metropolis, l'execució d'aquesta idea ha influenciat tractaments posteriors com ara els replicants de Els androides somien xais elèctrics? de Philip K. Dick i el Blade Runner de Ridley Scott. El procés de creació del Maschinenmensch a la pel·lícula també influencià la versió filmada de 1931 de Frankenstein. El Maschinenmensch també va ser la influència principal pel disseny del robot C3-PO a la saga de pel·lícules La guerra de les galàxies.
En el món de la moda el dissenyador Karl Lagerfeld s'inspirà en el disseny del Maschinenmensch per a uns dissenys preparats per aparèixer a la revista Vogue. El 1995 el dissenyador Thierry Mugler dissenyà un vestit inspirat en el Maschinenmensch que rebé cobertura mediàtica notable quan va ser lluït per l'actriu Zendaya a l'estrena de la pel·lícula Dune: Part 2. L'aparença del Maschinenmensch també ha inspirat el vestuari i estètica de vàries estrelles del món de la música com ara Whitney Houston, Madonna, Lady Gaga o Beyoncé.